# II Governo Regional dos Açores

## Composição, nomeação e exoneração do II Governo Regional dos Açores
Os membros do II Governo Regional dos Açores:
| Cargo | Detentor                             | Partido                                       | Partido | Período                                       |
| --- | ------------------------------------ | --------------------------------------------- | ------- | --------------------------------------------- |
| Presidente do Governo Regional dos Açores                                                                             | João Bosco Soares da Mota Amaral     |                                               | PPD/PSD | 20 de outubro de 1980 – 8 de novembro de 1984 |
| Secretário Regional das Finanças                                                                                      | Raúl Gomes dos Santos                |                                               | PPD/PSD | 20 de outubro de 1980 – 15 de janeiro de 1983 |
| Secretário Regional das Finanças                                                                                      | Álvaro Cordeiro Dâmaso               |                                               | PPD/PSD | 15 de janeiro de 1983 – 8 de novembro de 1984 |
| Secretário Regional da Administração Pública                                                                          | José Mendes Melo Alves               |                                               | PPD/PSD | 20 de outubro de 1980 – 16 de agosto de 1982  |
| Secretário Regional da Administração Pública                                                                          | Carlos Henrique Botelho Neves        |                                               | PPD/PSD | 16 de agosto de 1982 – 8 de novembro de 1984  |
| Secretário Regional da Educação e Cultura                                                                             | José Guilherme Reis Leite            |                                               | PPD/PSD | 20 de outubro de 1980 – 8 de novembro de 1984 |
| Secretário Regional do Trabalho                                                                                       | António Gentil Lagarto               |                                               | PPD/PSD | 20 de outubro de 1980 – 6 de junho de 1981    |
| Secretário Regional do Trabalho                                                                                       | Álvaro Cordeiro Dâmaso               |                                               | PPD/PSD | 6 de junho de 1981 – 15 de janeiro de 1983    |
| Secretário Regional do Trabalho                                                                                       | Octaviano Geraldo Cabral Mota        |                                               | PPD/PSD | 15 de janeiro de 1983 – 8 de novembro de 1984 |
| Secretário Regional dos Assuntos Sociais                                                                              | Maria de Fátima da Silva Oliveira    |                                               | PPD/PSD | 20 de outubro de 1980 – 18 de maio de 1981    |
| Secretário Regional dos Assuntos Sociais                                                                              | Carlos Henrique da Costa Neves       |                                               | PPD/PSD | 18 de maio de 1981 – 8 de novembro de 1984    |
| Secretário Regional da Agricultura e Pescas                                                                           | Adolfo Ribeiro Lima                  |                                               | PPD/PSD | 20 de outubro de 1980 – 8 de novembro de 1984 |
| Secretário Regional do Comércio e Indústria                                                                           | Américo Natalino Pereira de Viveiros |                                               | PPD/PSD | 20 de outubro de 1980 – 8 de novembro de 1984 |
| Secretário Regional dos Transportes e Turismo                                                                         | Alberto Romão Madruga da Costa†      |                                               | PPD/PSD | 20 de outubro de 1980 – 8 de novembro de 1984 |
| Secretário Regional do Equipamento Social                                                                             | João Bernardo Pacheco Rodrigues      |                                               | PPD/PSD | 20 de outubro de 1980 – 20 de abril de 1982   |
| Secretário Regional do Equipamento Social                                                                             | Vítor Manuel Lemos Macedo da Silva   |                                               | PPD/PSD | 20 de abril de 1982 – 8 de novembro de 1984   |
| Subsecretário Regional do Planeamento e Integração Europeia (cargo extinto em 15 de janeiro de 1983)                  | José Manuel Nunes Liberato           |                                               | PPD/PSD | 20 de outubro de 1980 – 15 de janeiro de 1983 |
| Secretário Regional Adjunto para a Integração Europeia e a Cooperação Externa (cargo criado em 15 de janeiro de 1983) | José Manuel Nunes Liberato           | 15 de janeiro de 1983 – 8 de novembro de 1984 | PPD/PSD |                                               |

### Direções Regionais
Cada membro do Governo Regional tem na sua dependência uma ou mais Direções Regionais.
| Cargo                                                 | Detentor                                        | Período                                       |
| Presidência do Governo                                | Presidência do Governo                          | Presidência do Governo                        |
| ----------------------------------------------------- | ----------------------------------------------- | --------------------------------------------- |
| Diretor Regional da Comunicação Social                | António Lourenço de Melo                        | 1 de dezembro de 1980 – 1 de dezembro de 1984 |
| Secretaria Regional das Finanças                      |                                                 |                                               |
| Diretor Regional do Orçamento e Contabilidade         |                                                 | 1 de dezembro de 1980 – 1 de dezembro de 1984 |
| Diretor Regional do Tesouro                           |                                                 | 1 de dezembro de 1980 – 1 de dezembro de 1984 |
| Secretaria Regional da Administração Pública          |                                                 |                                               |
| Diretor Regional da Administração Local               |                                                 | 1 de dezembro de 1980 – 1 de dezembro de 1984 |
| Diretor Regional da Administração e Pessoal           |                                                 | 1 de dezembro de 1980 – 1 de dezembro de 1984 |
| Secretaria Regional da Educação e Cultura             |                                                 |                                               |
| Diretora Regional da Administração Escolar            | Maria da Conceição Moniz Amaral de Castro Ramos | 27 de julho de 1981 – 1 de dezembro de 1984   |
| Diretor Regional de Orientação Pedagógica             |                                                 | 1 de dezembro de 1980 – 1 de dezembro de 1984 |
| Diretor Regional dos Assuntos Culturais               |                                                 | 1 de dezembro de 1980 – 1 de dezembro de 1984 |
| Diretor Regional da Educação Física e Desportos       |                                                 | 1 de dezembro de 1980 – 1 de dezembro de 1984 |
| Secretaria Regional do Trabalho                       |                                                 |                                               |
| Diretor Regional do Trabalho                          | José Raul Fonseca Handel de Oliveira            | 1 de dezembro de 1980 – 1 de dezembro de 1984 |
| Diretor Regional do Emprego e Formação Profissional   |                                                 | 12 de junho de 1981 – 1 de dezembro de 1984   |
| Secretaria Regional dos Assuntos Socais               |                                                 |                                               |
| Diretor Regional da Saúde                             |                                                 | 1 de dezembro de 1980 – 1 de dezembro de 1984 |
| Diretor Regional da Segurança Social                  | Carlos Manuel Maurício Bedo                     | 21 de maio de 1981 – 1 de dezembro de 1984    |
| Secretaria Regional da Agricultura e Pescas           |                                                 |                                               |
| Diretor Regional dos Serviços Agrícolas               |                                                 | 1 de dezembro de 1980 – 1 de dezembro de 1984 |
| Diretor Regional dos Serviços de Veterinária          |                                                 | 1 de dezembro de 1980 – 1 de dezembro de 1984 |
| Diretor Regional das Pescas                           | José Manuel Rodrigues de Oliveira Costa         | 22 de abril de 1981 – 1 de dezembro de 1984   |
| Diretor Regional da Extensão Rural                    | José da Silva Duarte                            | 1 de dezembro de 1980 – 1 de dezembro de 1984 |
| Diretor Regional dos Serviços Florestais              |                                                 | 1 de dezembro de 1980 – 1 de dezembro de 1984 |
| Secretaria Regional do Comércio e Indústria           |                                                 |                                               |
| Diretor Regional do Comércio e Indústrias Alimentares |                                                 | 1 de dezembro de 1980 – 1 de dezembro de 1984 |
| Diretor Regional do Comércio e Abastecimentos         |                                                 | 1 de dezembro de 1980 – 1 de dezembro de 1984 |
| Diretor Regional da Indústria                         | Eugénio Medina                                  | 1 de dezembro de 1980 – 1 de dezembro de 1984 |
| Diretor Regional da Energia                           |                                                 | 1 de dezembro de 1980 – 1 de dezembro de 1984 |
| Secretaria Regional dos Transportes e Turismo         |                                                 |                                               |
| Diretor Regional dos Transportes Terrestres           | Jorge Forjaz Tavares Carreiro                   | 1 de dezembro de 1980 – 1 de dezembro de 1984 |
| Diretor Regional dos Transportes Marítimos e Aéreos   |                                                 | 1 de dezembro de 1980 – 1 de dezembro de 1984 |
| Diretor Regional do Turismo                           | António Serafim Cardoso do Amaral               | 1 de dezembro de 1980 – 1 de dezembro de 1984 |
| Secretaria Regional do Equipamento Social             |                                                 |                                               |
| Diretor Regional das Obras Públicas e Equipamento     | Víctor Manuel Lemos Macedo da Silva             | 1 de dezembro de 1980 – 1 de dezembro de 1984 |
| Diretor Regional da Habitação, Urbanismo e Ambiente   |                                                 | 1 de outubro de 1981 – 1 de dezembro de 1984  |

1. ↑  «Decreto n.º 1/1980 de 20 de outubro de 1980». Jornal Oficial do Governo Regional dos Açores. 20 de outubro de 1980. Consultado em 29 de março de 2024
2. ↑  Decreto do Ministro da República de 20 de Outubro de 1980; exonerado por Decreto do Ministro da República de 8 de Novembro de 1984 Nota: este Decreto revoga o Decreto de 15 de Outubro de 1984, publicado no Diário da República, 1.ª série, n.º 252, de 30 de Outubro de 1984, que já havia exonerado o Presidente do Governo!
3. 1 2 3 4 5 6 7 8 9  «Decreto n.º 1/1980 de 20 de outubro de 1980». Jornal Oficial do Governo Regional dos Açores. 20 de outubro de 1980. Consultado em 29 de março de 2024
4. ↑  Decreto do Ministro da República de 20 de Outubro de 1980; exonerado por Decreto do Ministro da República n.º 1/83/A, de 15 de Janeiro de 1983
5. ↑  Decreto do Ministro da República n.º 2/83/A, de 15 de Janeiro de 1983
6. ↑  Decreto do Ministro da República de 20 de Outubro de 1980; exonerado por Decreto do Ministro da República de 16 de Agosto de 1982
7. ↑  nomeado por Decreto do Ministro da República de 16 de Agosto de 1982'
8. 1 2 3 4  Decreto do Ministro da República de 20 de Outubro de 1980
9. ↑  Decreto do Ministro da República de 20 de Outubro de 1980; exonerado por Decreto do Ministro da República de 6 de Junho de 1981
10. ↑  Decreto do Ministro da República de 6 de Junho de 1981; exonerado pelo Decreto do Ministro da República n.º 3/83/A, de 15 de Janeiro de 1983
11. ↑  Decreto do Ministro da República n.º 4/83/A, de 15 de Janeiro de 1983
12. ↑  Decreto do Ministro da República de 20 de Outubro de 1980; exonerada por Decreto do Ministro da República de 18 de Maio de 1981
13. ↑  Decreto do Ministro da República de 18 de Maio de 1981
14. ↑  Decreto do Ministro da República de 20 de Outubro de 1980; exonerado por Decreto do Ministro da República de 20 de Abril de 1982
15. ↑  Decreto do Ministro da República de 20 de Abril de 1982
16. ↑  «Decreto n.º 1/1980 de 20 de outubro de 1980». Jornal Oficial do Governo Regional dos Açores. 20 de outubro de 1980. Consultado em 29 de março de 2024
17. ↑  Decreto do Ministro da República de 20 de Outubro de 1980; exonerado do lugar pelo Decreto do Ministro da República n.º 5/83/A, de 15 de Janeiro de 1983
18. ↑  Decreto do Ministro da República n.º 6/83/A, de 15 de Janeiro de 1983
19. ↑  «Despacho n.º SN/1981 de 6 de agosto de 1981». Jornal Oficial do Governo Regional dos Açores. 6 de agosto de 1981. Consultado em 29 de março de 2024
20. ↑  «Despacho n.º SN/1980 de 13 de novembro de 1980». Jornal Oficial do Governo Regional dos Açores. 13 de novembro de 1980. Consultado em 29 de março de 2024
21. ↑  «Despacho n.º SN/1981 de 4 de junho de 1981». Jornal Oficial do Governo Regional dos Açores. 4 de junho de 1981. Consultado em 29 de março de 2024
22. ↑  «Despacho n.º SN/1981 de 28 de maio de 1981». Jornal Oficial do Governo Regional dos Açores. 28 de maio de 1981. Consultado em 29 de março de 2024
23. ↑  «Despacho n.º SN/1980 de 27 de novembro de 1980». Jornal Oficial do Governo Regional dos Açores. 27 de novembro de 1980. Consultado em 29 de março de 2024